# Carex inversa
Carex inversa är en halvgräsart som beskrevs av Robert Brown. Carex inversa ingår i släktet starrar, och familjen halvgräs. Inga underarter finns listade i Catalogue of Life.